# Palacio de los bichos

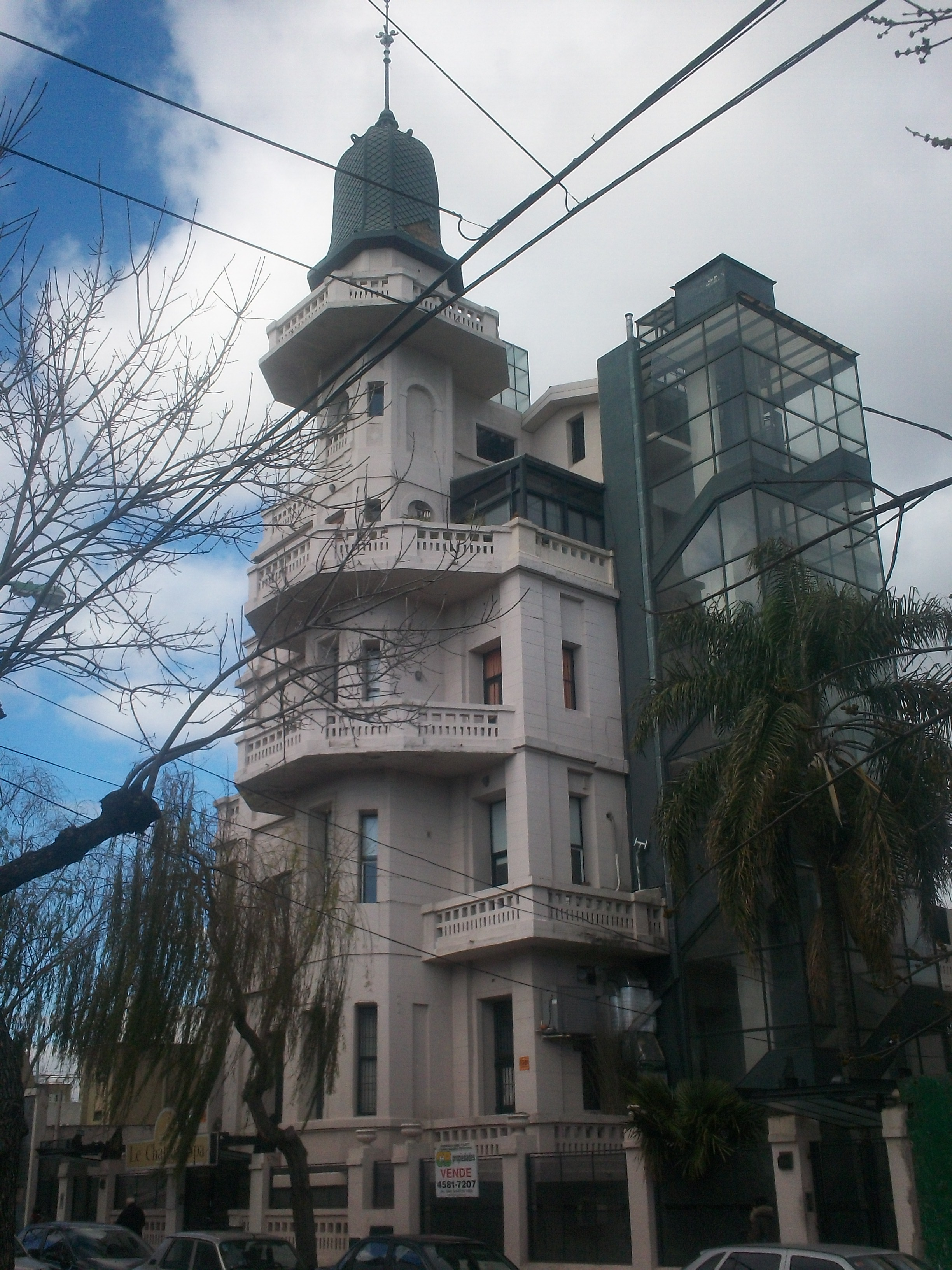
Palacio de los bichos, visto desde la esquina de Campana y Simbrón.

El palacio de los bichos o El castillo de Villa del Parque es como se conoce popularmente a una mansión ubicada en la calle Campana 3220, barrio de Villa del Parque, Buenos Aires.

## Características arquitectónicas
Es una construcción de cinco pisos, rematada con torreón y cúpula. La misma estaba decorada con gran cantidad de estatuas semejantes a gárgolas, relieves y representaciones de animales (de allí deriva su apodo). Todas las ornamentaciones fueron retiradas tiempo después. Fue construido por el ingeniero Muñoz González a principios del siglo XX.

## Historia y leyenda
Este edificio envuelve una leyenda, su versión más difundida cuenta que un rico aristócrata italiano de apellido Giordano mandó a construir esta mansión como obsequio para su hija, Lucía, quien estaba pronta a contraer matrimonio con el violinista Ángel Lemos. Se desarrolló la fiesta de casamiento en el edificio, y cuando los invitados despidieron a los novios, el coche a caballos que los transportaba fue embestido por un tren, cobrando la vida de los mismos (otra versión es que fueron embestidos mientras cruzaban las vías para llegar al coche). El padre de la novia cerró la mansión para siempre y regresó a su país natal. Con el tiempo se corrieron rumores de un fantasma que rondaba la casa y las vías aledañas, además de luces en la misma, gritos y bailes espectrales.
En el libro "Historia de los barrios de Buenos Aires", del historiador Vicente Cutolo se recoge otra versión del periodista José César Rodríguez Nanni con respecto a esta leyenda:

No hubo magnate italiano, ni novios, ni nada, porque el Castillo fue hecho para casa non sancta, lo que no anduvo por la oposición de los vecinos.

Este mismo periodista impulsó la transformación del palacio en "Museo de Villa del Parque", cosa que no se logró. Hubo otras gestiones en 1980 para conseguir una declaración municipal como lugar histórico o de interés público, y convertirlo en biblioteca, archivo histórico o centro turístico.
El edificio se encuentra representado en el escudo del barrio de Villa del Parque, junto a la Parroquia Santa Ana, la estación de tren y un antiguo farol.

## Actualidad
Estuvo mucho tiempo deshabitado, hasta que durante la década de 1990 funcionó una casa de té y salón de fiestas, y más tarde fue remodelado para convertirlo en un edificio de departamentos, además de establecerse un salón de hidroterapia y spa.